# Râul Matița
Râul Matița este un curs de apă, afluent al râului Lopatna, în județul Prahova

## Hărți
- Harta Județului Prahova